# Johann Harnischfeger

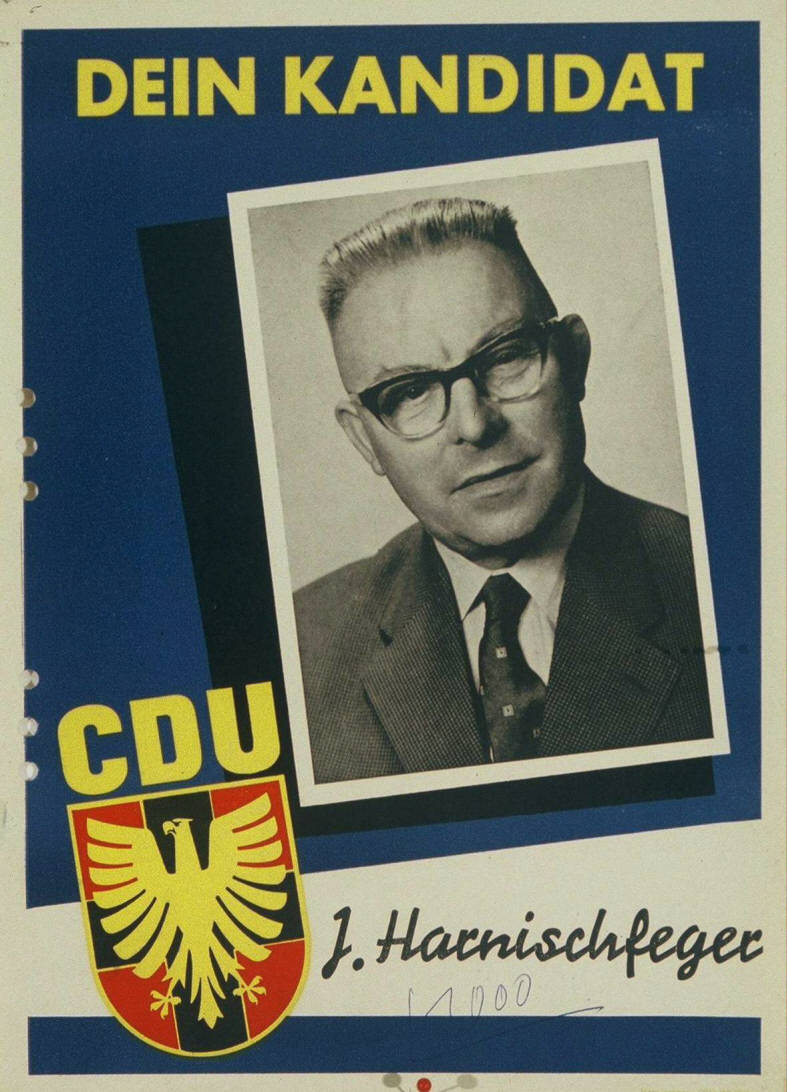
Wahlplakat 1957

Johann Harnischfeger (* 3. Dezember 1899 in Marborn; † 15. März 1984 in Schlüchtern) war ein deutscher Politiker der CDU. Von 1953 bis 1965 war er Mitglied des Deutschen Bundestages und von 1948 bis 1952 Oberbürgermeister der Stadt Gladbeck.

## Leben und Beruf
Nach dem Besuch der römisch-katholischen Volksschule absolvierte Harnischfeger eine Maurerlehre, bis er 1917 als Soldat zum Kriegsdienst im Ersten Weltkrieg eingezogen wurde. Nach Kriegsende arbeitete er bis 1928 als Maurer, anschließend als Bergmann. 1931 wurde er Gesteinshauer.
Nach dem Zweiten Weltkrieg war Harnischfeger wieder als Maurer tätig, und zwar in der Wohnungsbauabteilung der Zeche Mathias Stinnes 3/4. Seit 1949 gehörte er dort dem Betriebsrat an.

## Politik
Harnischfeger war Mitbegründer der CDU in Gladbeck und wurde dort 1947 Kreisvorsitzender. Seit 1948 war er Mitglied des Stadtrates von Gladbeck. Dem Deutschen Bundestag gehörte er von 1953 bis 1965 an. Er vertrat dort den Wahlkreis Gladbeck – Bottrop. Außerdem war er von 1948 bis 1952 Bürgermeister der Stadt Gladbeck.